# Шевалье, Жан-Батист Альфонс
Жан-Бапти́ст (Жан-Бати́ст) Шевалье́ (19 июля 1793, Лангр — 29 ноября 1879, Париж) — французский химик и фармаколог.

## Биография
Первоначально был учеником в аптеке, затем работал в химической лаборатории Национального музея естественной истории, где был помощником Воклена. В 1812 году вступил в армию Наполеона и был ранен в битве под Лейпцигом, демобилизовался и вернулся в Париж к научной работе, с 1815 года занимался фармацевтикой.
В сотрудничестве с Пейеном написал ряд работ: «Traité des réactifs chimiques» (1822), затем «Manuel du pharmacien» (1824—1825) и «Dictionnaire des drogues simples et composées» (1826—1829), составленный в сотрудничестве с М. А. Рихардом и Гиллеменом; труды эти позволили ему получить звание члена Медицинской академии. Затем он открыл при своей аптеке лабораторию для исследований и занялся преимущественно вопросами гигиены и фальсификации питательных веществ, результатом чего явился его «Dictionnaire des falsifications des substances alimentaires, médicamenteuses et commerciales» (1850—1852), вышедший в 1878 году в переработанном виде 5-м изданием. В 1835 году Шевалье был назначен адъюнкт-профессором в École de pharmacie в Париже.
Другие его работы: «Dictionnaire de médecine usuelle» (1846); «Rapport sur le concours ouvert pour la désinfection des matières fécales et des urines dans les fosses mêmes» (1848); «Notice sur le lait» (1856); «De la nécessité de bâtir des maisons pour loger les classes moyennes et les ouvriers» (1857); «Essais pratiques sur l’examen chimique des vins» (1857); «Recherches chronologiques sur les moyens appliqués à la conservation des substances alimentaires» (1858); «Recherches sur les dangers que présentent le vert arsenical, l’arsénite de cuivre etc.» (1859); «Note sur le cosmétiques» (1860); «Mémoire sur les allumettes chimiques préparées avec le phosphore ordinaire» (1861); «Du café» (1862); «Traité des désinfectans, sous le rapport de l’hygiène publique» (1862); «Etude sur le sang considéré au point de vue des applications que l’on peut en faire en hygiène et dans l’industrie» (1871); «Hygiène alimentaire» (1871) и другие работы.
Сын его, Альфонс Шевалье (1828—1875), был также химиком. Ему принадлежат: «Secrets de l’industrie et de l’economie domestique» (1857); «Manuel du commerçant en épicerie» (1864, в сотрудничестве с Е. Гримо); «Annuaire des conseils et commissions d’hygiène en France» (1867, в сотрудничестве с И. Гарди) и другие работы.